# Коронование терновым венцом (картина Тициана)
«Коронование терновым венцом» (итал. Incoronazione di spine) — картина является более поздним вариантом «Возложения тернового венца» Тициана 1540-х годов и принадлежит к самым известным и значительным работам Тициана, написанным в «поздней манере». Картина оставалась в доме Тициана после его смерти, куплена у наследников его младшим современником Тинторетто, после смерти которого в 1594 году, картина продана его сыном Домеником баварскому курфюрсту.

## Сюжет картины
В отличие от раннего варианта картины, находящегося в Лувре, в новой картине Тициан придаёт сюжету больше трагической глубины. В беспокойном движении красочных мазков возникают очертания тонущей во мгле, тускло освещённой огнём светильника колоссальной арки портала, ожесточённо движутся фигуры палачей, скрещиваются над головой Христа копья. В центре ожесточённого движения предстаёт спокойная и благородная фигура Христа, устало и скорбно приоткрывающего глаза. Герои позднего Тициана гибнут под натиском тёмных сил действительности, изведав и душевную боль, и физические страдания. Но для самого художника они остаются высшим воплощением человечности и высокого благородства.

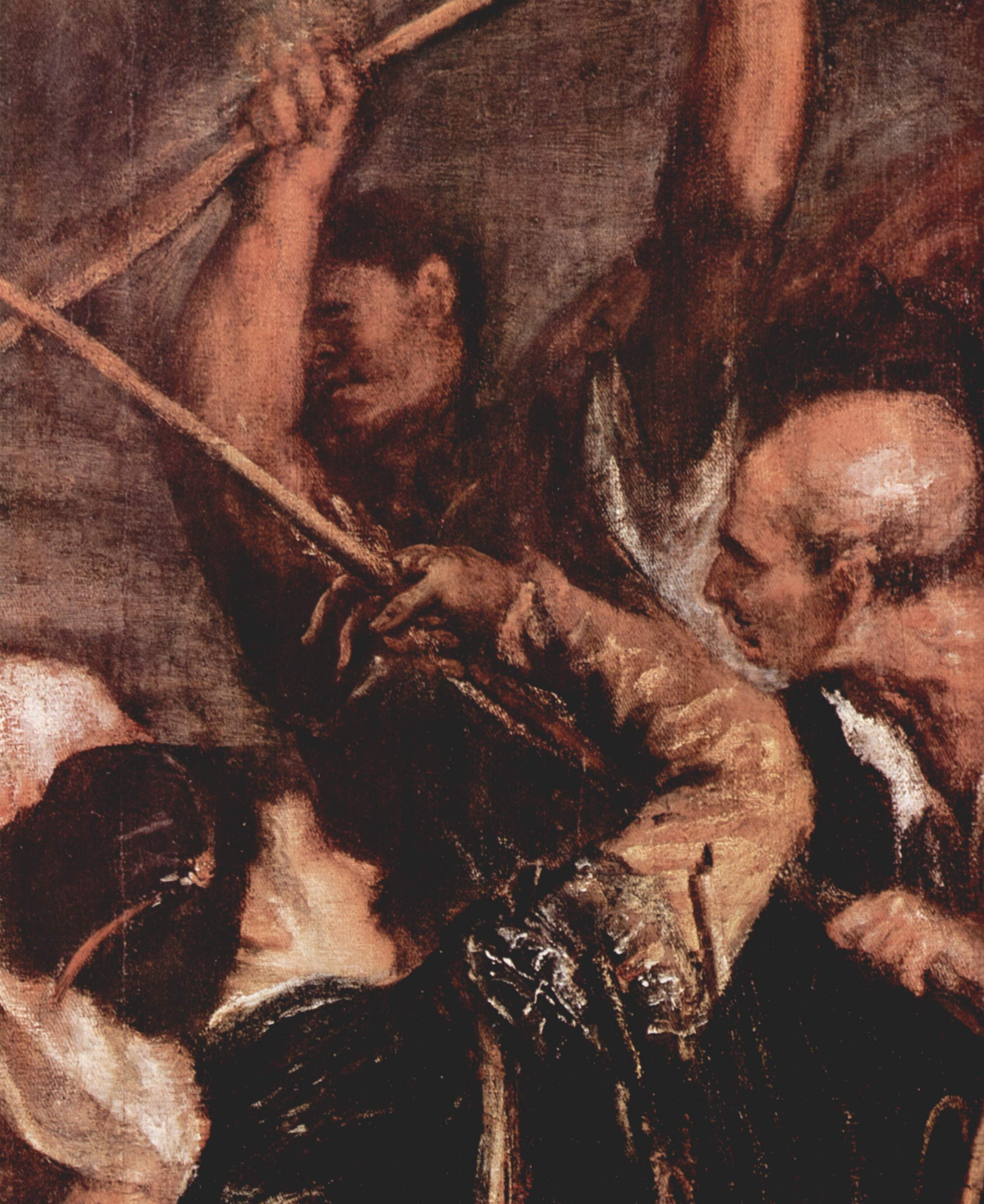
Фрагмент картины.

В картине Тициан открывает новую красоту — красоту познавшей страдание, но несломленной человеческой души.